# Turquía en los Juegos Olímpicos de Albertville 1992
Turquía estuvo representada en los Juegos Olímpicos de Albertville 1992 por ocho deportistas masculinos que compitieron en dos deportes.
El equipo olímpico turco no obtuvo ninguna medalla en estos Juegos.